# Microcyba viduata
Microcyba viduata är en spindelart som beskrevs av Holm 1962. Microcyba viduata ingår i släktet Microcyba och familjen täckvävarspindlar.
Artens utbredningsområde är Kenya. Inga underarter finns listade i Catalogue of Life.